# Science of the Movies
Science of the Movies è un programma televisivo del 2009 che analizza la tecnologia degli effetti speciali utilizzata nei film e anche nei telefilm per creare ciò che umanamente non sarebbe possibile.

## Episodi
Alcuni degli episodi trasmessi trattano questi film e telefilm (come nel caso di Dexter) come argomenti:
- Spider-Man[1].
- Sid the science Kid[1].
- Ember - Il mistero della città di luce[1].
- Dexter[1].
- Iron Man[1].
- Piovono polpette[1].